# CRサクラ大戦
CRサクラ大戦（シーアールサクラたいせん）は、サミーから2007年9月に発売されたデジパチタイプのパチンコ。サクラ大戦のタイアップ機。
2010年2月に発売された『ぱちんこCRサクラ大戦2』についても説明する。

## CRサクラ大戦

### スペック
- CRサクラ大戦SVW
  - 大当たり確率：低確率1/341.3  → 高確率1/34.1
  - 確変割合：64%（2R確変17%含む）
  - 大当たりラウンド：2ラウンドor15ラウンド・9カウント
  - 賞球数：3&13&14
  - 時短：通常大当たり終了後100回転
- CRサクラ大戦FVW
  - 大当たり確率：低確率1/316.6 → 高確率1/31.7
  - 確変割合：60%（2R確変17%含む）
  - 大当たりラウンド：2ラウンドor15ラウンド・9カウント
  - 賞球数：3&13&14
  - 時短：通常大当たり終了後100回転

### ゲーム機
- セガからPS2のソフトゲームで発売した『実戦パチンコ必勝法！ CRサクラ大戦』にてプレイが可能である。
- オンラインゲームサイト『777town.net』にてプレイが可能である。

## ぱちんこCRサクラ大戦2
2010年2月28日より導入のシリーズ第2弾。新感覚ボーナスシステムとして『光武RUSH』（MAX16R大当り）を搭載。『二刀流ギミック』『落下型光武』『計器ギミック』『ドデカフレームギミック』などのギミック演出や、オリジナル描き下しの新規ムービーでの予告演出や対決系リーチなどがあり、またコメントLIPSにより好きなヒロインを選ぶことができる。

### スペック
- CRサクラ大戦2FV
  - 大当たり確率：低確率1/315.1 → 高確率1/31.5
  - 確変割合：65%（2R確変含む）
  - 大当たりラウンド：2ラウンドor15ラウンドor16ラウンド・7カウント
  - 賞球数：3&13&15
  - 時短：通常大当たり終了後100回転
- CRサクラ大戦2MV
  - 大当たり確率：低確率1/358.1 → 高確率1/35.8
  - 確変割合：70%（2R確変含む）
  - 大当たりラウンド：2ラウンドor15ラウンドor16ラウンド・7カウント
  - 賞球数：3&13&15
  - 時短：通常大当たり終了後100回転
- CRサクラ大戦2HV
  - 大当たり確率：低確率1/399.6 → 高確率1/40.0
  - 確変割合：75%（2R確変含む）
  - 大当たりラウンド：2ラウンドor15ラウンドor16ラウンド・7カウント
  - 賞球数：3&13&15
  - 時短：通常大当たり終了後100回転

### CRデジハネサクラ大戦2
2010年6月より導入のデジハネ機（ローリスク版）。